# Gotham Comedy Club

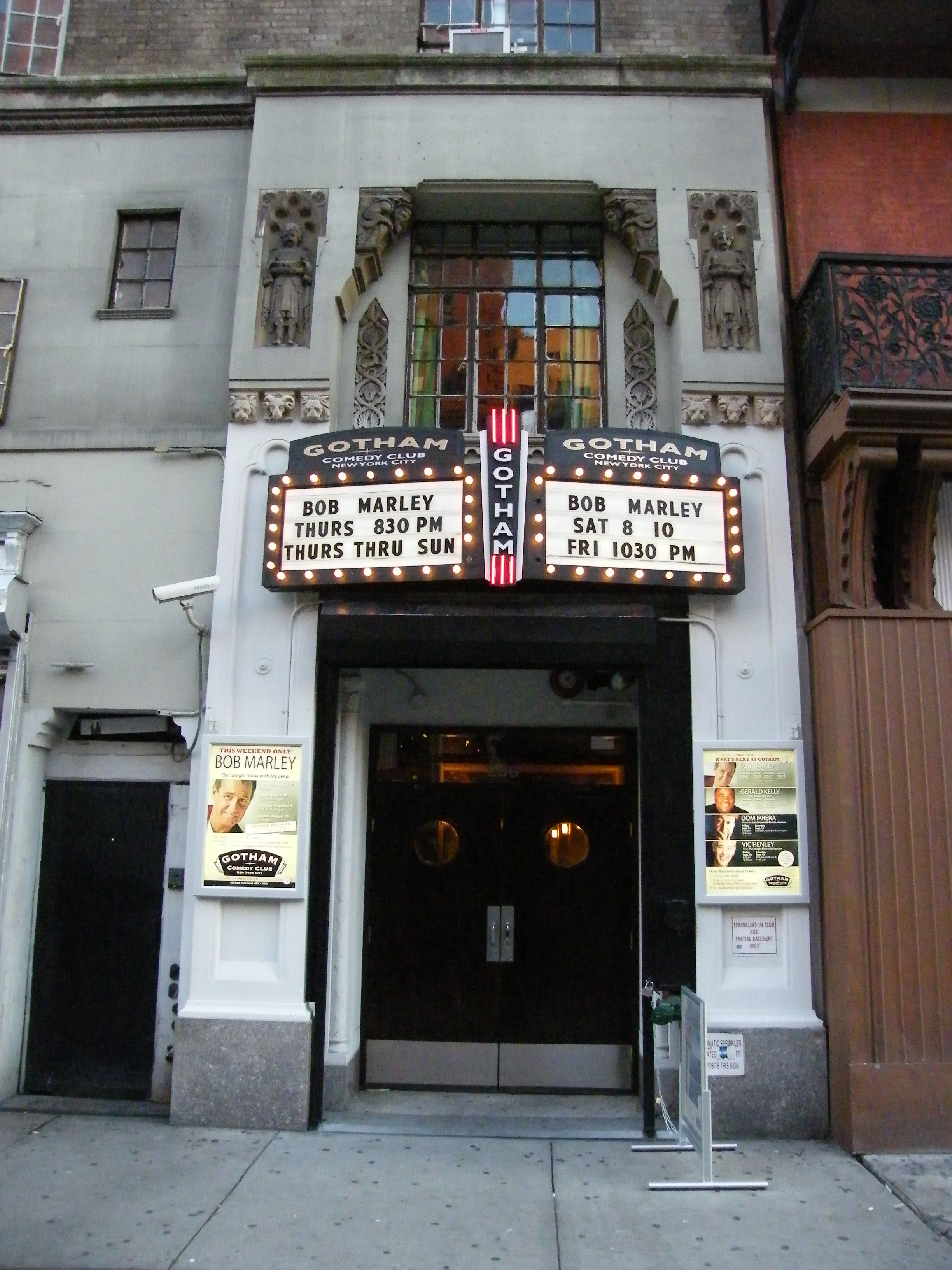
Entrén till Gotham Comedy Club.

Gotham Comedy Club är en ståuppkomikklubb i Chelsea på Manhattan i New York. Klubbens adress är 208 West 23rd Street, mellan sjunde och åttonde avenyn. Väggivägg med klubben ligger Chelsea Hotel.
Chris Mazzilli och Michael Reisman öppnade klubben i maj 1996 på en annan plats och flyttade till nuvarande lokaler i maj 2006. Den är formgiven i Art Deco stil med väggar i röda toner och foajén i gult. I entrén hänger bilder tagna av Dan Dion på komiker som uppträtt på klubben, till exempel Robin Williams, Jerry Seinfeld, Lewis Black och Chris Rock.

## Film och TV
Lokalerna har använts i flera ståupprogram och filmer, till exempel:
- Comedy Central - programmet Live at Gotham började sända härifrån 2006. Läst 2011-01-09.[2]
- Last Comic Standing - NBC har genomfört och filmat auditions från Gotham.[3]
- Simma lugnt, Larry! - pilotavsnittet.
- Comedian - delar av Jerry Seinfeld filmen, 2001.[4]